# Ремус Черня
Ремус Черня (на румънски: Remus Cernea) е румънски политик, председател на Зелената партия. През 2009 година е кандидат-президент излъчен от своята партия на президентските избори, като получава 0,62 %.

## Биография
Ремус Черня е роден на 25 юни 1974 година в град Букурещ, Румъния. Живее 14 години в град Хунедоара, където баща му работи като геолог, през 1988 година се премества обратно в Букурещ.